# گوسان زاکاریان

سارگیس مکرتچی زاکاریان (گوسان زاکاریان) (ارمنی: Սարգիս Մկրտչի Զաքարյան (Գուսան Զաքարյան)؛ زاده ۲۷ دسامبر ۱۹۲۹ - درگذشته ۱۲ مارس ۱۹۹۵) گوسان اهل ارمنستان بود. وی بین سال‌های - تا - میلادی فعالیت می‌کرد. 

## زندگی‌نامه
وی در ۲۷ دسامبر ۱۹۲۹ در واهاگنی به دنیا آمد و از دانشگاه دولتی علوم پرورشی خاچاطور آبوویان ارمنستان فارغ‌التحصیل گشت. وی همچنین برنده جوایزی همچون چهره فرهنگی شایسته جمهوری ارمنستان شد. وی در ۱۲ مارس ۱۹۹۵ در سن ۶۵ سالگی در وانادزور درگذشت. 